# Dolichomitus nakamurai
Dolichomitus nakamurai är en stekelart som först beskrevs av Tohru Uchida 1928.  Dolichomitus nakamurai ingår i släktet Dolichomitus och familjen brokparasitsteklar. Inga underarter finns listade i Catalogue of Life.